# Улица Токарей

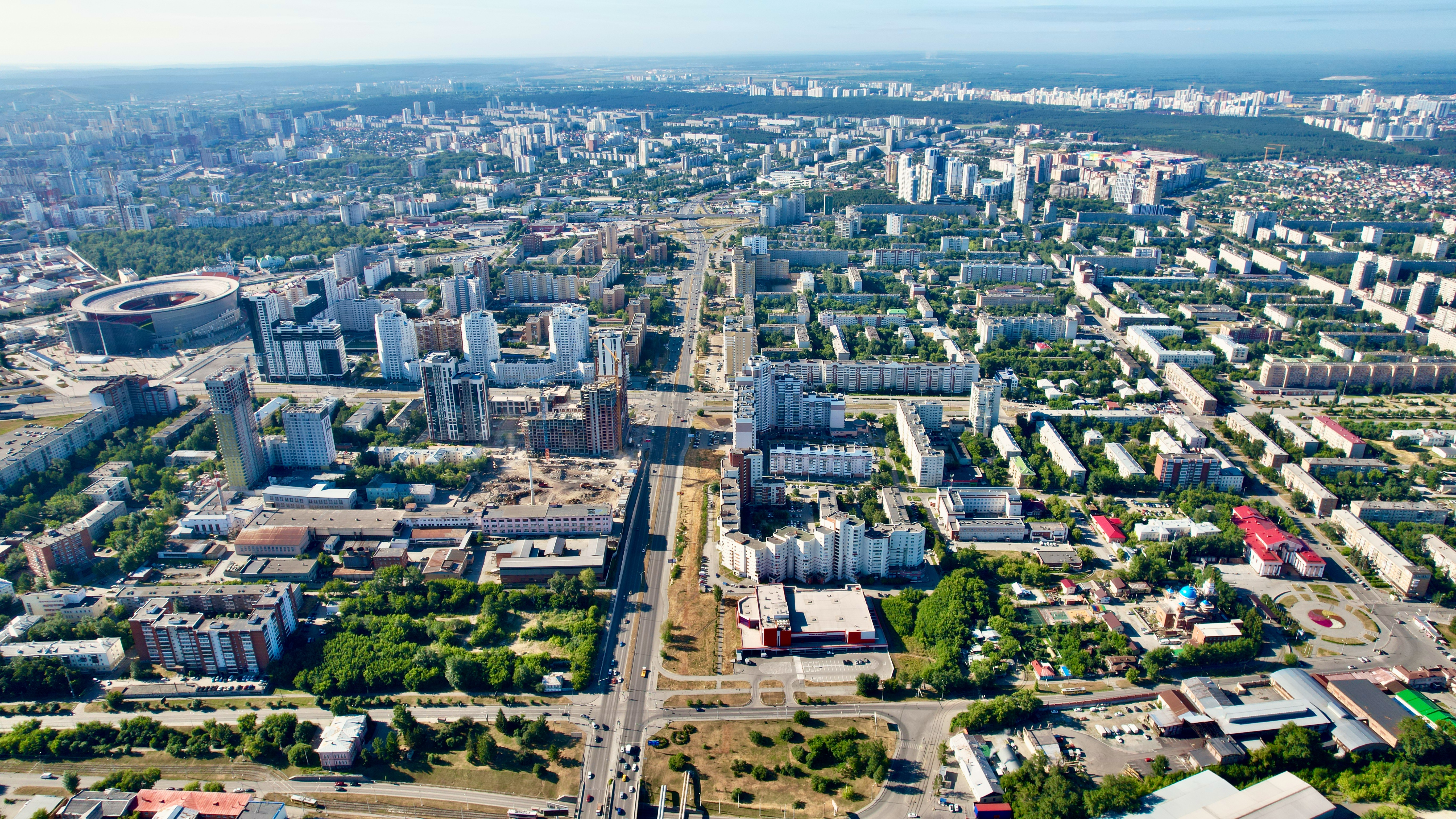
Вид с высоты на юг от улицы Кирова

Улица То́каре́й — магистральная улица в жилом районе «ВИЗ» Верх-Исетского административного района Екатеринбурга.

## История и происхождение названий
Улица фиксируется планом Верх-Исетского завода первой половины XIX века (из архива Н. С. Алфёрова), условно соотносимом с генеральном планом этого завода 1826 года.
До 1921 года улица была безымянной и выполняла функцию межуличного проезда (связывала главные улицы посёлка Верх-Исетского завода), затем получила название в честь рабочей профессии. В советское время реконструирована в скоростную автомагистраль регулируемого движения.

## Расположение и благоустройство
Улица проходит с севера на юг между улицами Красноуральской и Мельникова. Начинается у реки Исети, протекающей под автомобильной эстакадой, связывающей улицу Токарей с улицей Бебеля и заканчивается у улицы Репина. Пересекается с улицами Кирова, Татищева, Ключевской, Анри Барбюса и Крауля. Слева на улицу выходит улица Синяева. Справа примыканий к улице нет.
Протяжённость улицы составляет около 1,5 километра. Ширина проезжей части — около 25 м (по три полосы в каждую сторону движения). На протяжении улицы имеется четыре светофора (все на перекрёстках с пересекаемыми улицами), нерегулируемых пешеходных переходов не имеется. С обеих сторон улица оборудована тротуарами и уличным освещением. Нумерация домов начинается от реки Исети.

## Здания и сооружения
Застройка улицы — жилая многоэтажная, преимущественно конца 1960-х — первой половины 1970-х годов.

## Транспорт
Автомобильное движение на всей протяжённости улицы двустороннее.

### Наземный общественный транспорт
Улица является важной транспортной магистралью общегородского значения. По улице осуществляется автобусное движение, ходят маршрутные такси. Остановки общественного транспорта — «Уралкабель» (на перекрёстке с улицей Татищева) и «Токарей» (на перекрёстке с улицей Крауля).

### Ближайшие станции метро
Действующих станций метро поблизости нет. К 2018 году на перекрёстке Токарей — Татищева планировалось открыть станцию 2-й линии Екатеринбургского метрополитена  «Татищевская». Однако из-за отсутствия финансирования, строительство отложено на неопределённый срок.